# Elciego
Elciego (baskiska: Eltziego) är en kommun i Spanien. Den ligger Álavaprovinsen i södra delen av den autonoma regionen Baskien i norra delen av landet, 250 km norr om huvudstaden Madrid. Antalet invånare är 955 (2024).